# Dél-Ázsia

Dél-Ázsia közös meghatározása

## Fogalom és használat
Dél-Ázsia a következő országokból és területekből tevődik össze Ázsia részegységévé, ezek az államok aktív tagjai a Dél-Ázsiai Regionális Együttműködésért Egyesületnek (South Asian Association for Regional Cooperation) a Brit Indiai-óceáni Terület kivételével.
- Afganisztán
- Banglades
- Bhután
- India
- Maldív-szigetek
- Nepál
- Pakisztán
- Srí Lanka

Az Egyesült Nemzetek Szervezete (ENSZ) Afganisztánt is a dél-ázsiai régióba sorolja.
Esetlegesen (néhány kulturális adottságon alapuló feltevés szerint) hozzáértendő:
- Tibet (a Kínai Népköztársaság részeként)

Az Indiai szubkontinens elnevezés megfelelően jellemzi a geofizikailag elválasztott, az Indiai-pajzson elhelyezkedő területet, melyet északról az Eurázsiai-pajzs határol. Geopolitikai szempontból Dél-Ázsia nem csak az Indiai-szubkontinenst foglalja magába, hiszen az ezen kívül néhány, az Eurázsiai-pajzson elhelyezkedő területet is Dél-Ázsia kategóriájába soroljuk. Példának okáért Afganisztán néha szociopolitikai és etnikai okokból fakadóan ehhez a régióhoz sorolandó, míg az Indus nyomvonalától nyugatra eső pakisztáni területeket gyakran történelmi kapcsolatokból kifolyólag Közép-Ázsia egy részeként tekintendő. Pakisztán területének nagy százaléka nem az Indiai-pajzson található, hanem az Iráni-felföld peremén. A Hindukus hegység esetében az Iráni-felföldtől délkeletre eső területek már Dél-Ázsiához tartoznak.

## Népességföldrajza és történelme
Az e területen élő emberek számos olyan tulajdonságot hordoznak, melyekkel antropológiailag élesen elhatárolhatók az Ázsia nagy részére jellemző embertípustól; a domináns embertípus és kultúra indo-árja illetve ravida részekre osztható, melyekre nagy hatással voltak az Iráni-felföldről és a Kaukázusból érkező kultúrák. Perzsa, arab és török kulturális hagyományok szintén éreztették hatásukat a dél-ázsiai iszlám közösség kultúrájában, de így is a Közel-Keleten bevett szokásoktól lényegesen eltérő iszlám kultúrát tudtak meghonosítani a környék muszlim lakói.

## Főbb adatok
| Ország          | Főváros                       | Terület (km²) | Népesség (2017) | Népsűrűség (fő/km²) | GDP (nominális) (2017) | GDP/fő (nominális, 2017) | HDI (2016) |
| --------------- | ----------------------------- | ------------- | --------------- | ------------------- | ---------------------- | ------------------------ | ---------- |
| Afganisztán     | Kabul                         | 652864        | 34 169 169      | 53.3                | $20.57 milliárd        | $559                     | 0.479      |
| Banglades       | Dakka                         | 147610        | 164 827 718     | 1116                | $248.85 milliárd       | $1520                    | 0.579      |
| Bhután          | Thimphu                       | 38394         | 792 877         | 20.6                | $2.31 milliárd         | $2870                    | 0.607      |
| India           | Új-Delhi                      | 3287263       | 1 342 512 706   | 408.4               | $2450 milliárd         | $1850                    | 0.624      |
| Maldív-szigetek | Malé                          | 298           | 375 867         | 1261                | $3.58 milliárd         | $9950                    | 0.701      |
| Nepál           | Katmandu                      | 147181        | 29 187 037      | 198.3               | $23.32 milliárd        | $799                     | 0.558      |
| Pakisztán       | Iszlamabad                    | 881913        | 207 774 520     | 223.1               | $304.4 milliárd        | $1629                    | 0.550      |
| Srí Lanka       | Szrí Dzsajavardhanapura Kótté | 65610         | 20 905 335      | 318.6               | $84.02 milliárd        | $3930                    | 0.766      |

## Ázsia egyéb részegységei
- Kelet-Ázsia
- Délkelet-Ázsia
- Közép-Ázsia
- Észak-Ázsia
- Nyugat-Ázsia